# Saint-Benoist-sur-Vanne
Saint-Benoist-sur-Vanne é uma comuna francesa na região administrativa de Grande Leste, no departamento de Aube. Estende-se por uma área de 16,68 km². Em 2010 a comuna tinha 245 habitantes (densidade: 14,7 hab./km²).